# Tabachines
Tabachines är en ort i Mexiko.   Den ligger i kommunen Yautepec och delstaten Morelos, i den sydöstra delen av landet, 60 km söder om huvudstaden Mexico City. Tabachines ligger 1 231 meter över havet och antalet invånare är 410.
Terrängen runt Tabachines är kuperad åt nordväst, men åt sydost är den platt. Runt Tabachines är det mycket tätbefolkat, med 1 056 invånare per kvadratkilometer. Närmaste större samhälle är Jiutepec, 14,6 km väster om Tabachines. Omgivningarna runt Tabachines är en mosaik av jordbruksmark och naturlig växtlighet.